# Einar Ørnsholt
Adolph Ejnar Ørnsholt, født Hansen navneskift 1899 (9. januar 1887 i Aarhus – 19. oktober 1978 i Nakskov) var en dansk arkitekt, der primært har sat sit præg på mellemkrigstidens Nakskov med nyklassicistiske huse.
Han var søn af oversergent, senere stabssergent Laust Christian Hansen Ørnsholt og Vilhelmine Helene Mathilde Markussen. Familien tog navneskift fra Hansen til Ørnsholt 10. august 1899. Ørnsholt tog realeksamen 1902, blev murersvend 1905 og gik på Aarhus tekniske Skole 1905. Han blev forberedt til Kunstakademiet under Sophus Vermehren og C.V. Aagaard 1906 og gik på Kunstakademiet (under professor Hans J. Holm) fra 1907 indtil afgang 1917. Han var ansat hos Jens Christian Kofoed 1907, H.C. Glahn i Nykøbing Falster 1910-12 og Martin Borch 1912-13. Ejnar Ørnsholt deltog i Akademiets opmålingsture og i "den danske klasse", oprettet i 1913 af Martin Nyrop og Hack Kampmann. Hans tidlige værker i nationalromantik afspejler inspirationen fra Nyrop og Holm. 1917 vandt han den Neuhausenske Præmie for et restaureringsprojekt for Hammershus. 
Han arbejdede dernæst for Johannes Magdahl Nielsen i Nakskov 1917 og fik året efter egen tegnestue i Nakskov (sammen med Laust Ørnsholt fra 1950), hvor han blev en førende eksponent nyklassicismen. Han var i denne periode påvirket af Heinrich Tessenows tyske huse og var samtidig engageret i teosofien. I 1930'erne tegnede Ørnsholt enkelte villaer i funkis inspireret af Frits Schlegel og Einar Rosenstand. 
Han var tillige branddirektør i Landbygningernes almindelige Brandforsikring 1918-46, medlem af bestyrelsen i Lolland-Falsters Stiftsmuseum, formand for Danmarks Naturfredningsforening i Nakskov og bygningssagkyndig ved Halsted Kloster fra 1929. 
I 1918 fik han bygget sit ejet hus i Nakskov, hvor han boede indtil sin død i 1978. Huset fik siden lov at forfalde indtil Realdania købte ejendommen i 2021 og renoverede det efterfølgende henover en 2-årig periode, og det stod færdigt i sommeren 2024.
Han blev gift 1. maj 1914 i Brønshøj med Tonny Marie Sofie Sandorff (6. april 1892 i Nyk. F. – 30. juni 1954 i Nakskov), datter af sadelmagermester Thorvald Godtfred Daniel Sandorff (1847-1927) og Johanne Augusta Ernestine Petersen (1852-1932). 
Sønnen Laust Ørnsholt (1925-1974) blev også arkitekt (MAA) og fortsatte faderens virke på Lolland.

## Værker
I Nakskov bl.a.:
- Biograf, Nygade 36 (1918)
- Nakskov Station, Nørrevold 29 (1925)
- Den Lollandske Landbostands Sparekasse, Søndergade (1929-30, fresker af Henrik Madsen 1945, ombygget)
- Brugsforeninger: Tårsvej 56 (1934) og Rødbyvej 61 (1936)
- Folkebibliotek og børnehave, Klostergade 22 (1939)
- Præstegårde: Præstestræde 4 (1922) og Bredgade 47 (1930, katolsk)
- Etageejendomme: Nygade 33 (1923, 1929), Søndergade 32 (1926) og Søndergade 42 (1938)
- Pensionistboliger, Rødbyvej 40 (1943 - nedrevet) og Løjtoftevej 103-11 (1946 - nedrevet)
- Talrige villaer og enfamiliehuse: Svingelsvej 38 (1918), 43 (1918, eget hus)[2], 82 (1920), 73 (1924), 42, 75, 109, 115 (1927), 15 (1932), Krogsbøllevej 5 (1938), Nakskovvej 228 (1917), 244 (1931) og Løjtoftevej 281(1931), 283 (1931), 285 (1930), 293 (1930), Strandvej 1 (1954)
- Dobbelthuse: Tårsvej 138 (1937) og Havebyen 33-35 (1949)
- Rækkehuse: Bytinget 1-6 (1937), Ole Kirks Allé 8-60 (1944 - i 2014 valgt som "Danmarks Smukkeste Almene Boliger") og Nymarkvej (1950)

I Maribo:
- Sdr. Boulevard 56 (1933), 23 (1934) og 58 (1937)
- Udvidelse af Lolland-Falsters Stiftsmuseum (1942)

Andre steder bl.a.:
- 11 stationsbygninger, Nakskov-Rødby Jernbane (1924-26, nedlagt)
- Vejvæsenets administrationsbygning, Gåbensevej 1, Nykøbing Falster (1936)
- Præstegårde: Vigsnæs (1919), Bogø (1922), Sandby (1928) og Holeby (1950)
- Villaer: Fuglevænget 4, Aalborg (1925), og Duevej 103, Frederiksberg (1929)
- Landvillaer Vedbyvej 3, Skelstofte (1928) og Maglehøjvej 228, Dannemare (1936)
- Landarbejderboliger, Knuthenborg Skibevej 59 og 61, Bandholm (1916), Gammeleje, Lyvej 36 Herredskirke (1921, nedrevet), Halsted Kloster Ullerslevvej 34, Halsted (1929)
- Sommerhuse: St. Orebjergvej 13, Rågeleje (1913), Begoniavej 7, smst. (1913) og Slotøvænget 7, Lindelse (1920, udvidet 1935)
- Endvidere på Lolland: Bankfilialer, folkebygninger, elevboliger, skovløberhuse, kapeller m.v.; desuden kirkeinventar og møbler.